# Regimentul 14 Artilerie (1916-1918)
Regimentul 14 Artilerie a fost o unitate de artilerie de nivel tactic, care s-a constituit la 14/27 august 1916, prin mobilizarea unităților și subunităților existente la pace. Regimentul era dislocat la pace în garnizoana Slatina. :p. 363 
Regimentul a făcut parte din Brigada 2 Artilerie alături de  Regimentul 9 Artilerie. La intrarea în război, Regimentul 14 Artilerie a fost comandat de colonelul Ioan Bârsescu. Regimentul 14 Artilerie a participat la acțiunile militare pe frontul român, pe toată perioada războiului, între 14/27 august 1916 - 28 octombrie/11 noiembrie 1918.

## Participarea la operații

### Campania anului 1917
În campania din anul 1917 Regimentul 14 Artilerie a participat la acțiunile militare în dispozitivul de luptă al Diviziei 2 Infanterie, participând la Bătălia de la Mărășești. În această campanie, regimentul a fost comandat de colonelul Scarlat Petroianu.

## Comandanți
- Colonel  Ioan Bârsescu
- Colonel  Scarlat Petroianu